# Пекейсола
Пекейсола (мар. Пекесола) — деревня в Куженерском районе Республики Марий Эл. Входит в состав Тумьюмучашского сельского поселения.

## География
Находится в северо-восточной части республики Марий Эл на расстоянии приблизительно 7 км на северо-запад от районного центра посёлка Куженер.

## История
Деревня была основана в конце XVII — начале XVIII веков, названа в честь первого поселенца. В 1874 году в деревне был 31 двор, проживал 181 человек, в 1909 году в здесь проживало 202 человека, в 1943 году 43 двора и 169 жителей. В 1993 году в деревне насчитывалось 20 хозяйств, в 2005 — 22. В советское время работали колхозы «Марий вий», «Марий ушем» и «Нива».

## Население
Население составляло 73 человека (мари 100 %) в 2002 году, 60 в 2010.